# Joseph Anthony Cremona
Joseph Anthony Cremona (* 21. August 1922 in Rom, Italien; † 19. März 2003) war ein britischer Linguist und Romanist, Italianist, Französist, Hispanist und Maltesist.

## Leben und Werk
Joe Cremonas Eltern stammten von der Insel Gozo bei Malta. Sein Vater war im diplomatischen Dienst Großbritanniens. Cremona wuchs in Rom dreisprachig auf (Italienisch und Maltesisch zu Hause, Französisch im Lycée Chateaubriand). 1939 kam er nach England und studierte von 1940 bis 1943 Medizin, dann Moderne Sprachen. 1948 machte er den Abschluss in Französisch und Spanisch am University College London. 1949 wurde er Italienischlehrer am Westfield College. Er promovierte 1956  mit der Arbeit The dialect of the Vallée d’Aure. Hautes-Pyrénées (unveröffentlicht) und war von 1955 bis 1989 Lecturer an der University of Cambridge. Von 1966 bis zu seinem Tod war er Fellow von  Trinity Hall.

Cremona gründete 1957 (mit Sidney Allen [1918–2004] und John Trim [1924–2013]) die Cambridge Linguistic Society und 1973 das Romance Linguistics Seminar Cambridge. Er engagierte sich zeitlebens für die Öffnung der traditionellen Philologien zur modernen Sprachwissenschaft und zur  Untersuchung der Gegenwartssprachen.

## Schriften
- Buongiorno Italia!, London 1982 (Fernsehkurs Italienisch)